# Casa de Cristoforo Colombo
La casa de Cristoforo Colombo a Gènova, Itàlia, és una reconstrucció del segle xviii de la casa on va créixer Cristòfor Colom. Estava situada a la Porta Soprana per fora de les muralles de Gènova, construïdes al s.XIV.

## Descripció
La casa es troba fora de les muralles de Gènova del segle XIV. Durant el Renaixement, la zona esdevé objecte d'una intensa construcció, constituïda principalment per habitatges públics.
Colom va néixer el 1451 i els documents històrics indicaven que Colom va viure aquí entre 1455 i 1470 aproximadament. En aquest moment, la casa tenia dos o potser tres pisos, amb una botiga a la planta baixa, i la porta d'entrada a l'esquerra de la botiga.

## Història
Segons l'historiador Marcello Staglieno, la casa original va ser destruïda durant el bombardeig francès de Gènova el 1684. Va ser reconstruïda a principis del segle xviii sobre les ruïnes de la casa, que per la documentació coetània, es va considerar com la casa original i de la que quedaven només els fonaments. L'estructura reconstruïda tenia una alçària de cinc pisos. Tanmateix, els pisos superiors es van construir col·locant les seves bigues sobre edificis veïns. Per raó de l'enderrocament d'aquests edificis veïns cap a l'any 1900, en el marc de la construcció de la Via XX Settembre, es van retirar els pisos superiors d'aquest edifici, que no hi podien ser el s.XV i es va reduir a l'alçada a l'actual de dos pisos.
Actualment l'edifici funciona com a museu, sota la gestió de l'associació cultural genovesa "Porta Soprana". La seva ubicació cèntrica i l'aparcament proper el converteixen en un lloc de trobada popular entre els genovesos.

## Galeria

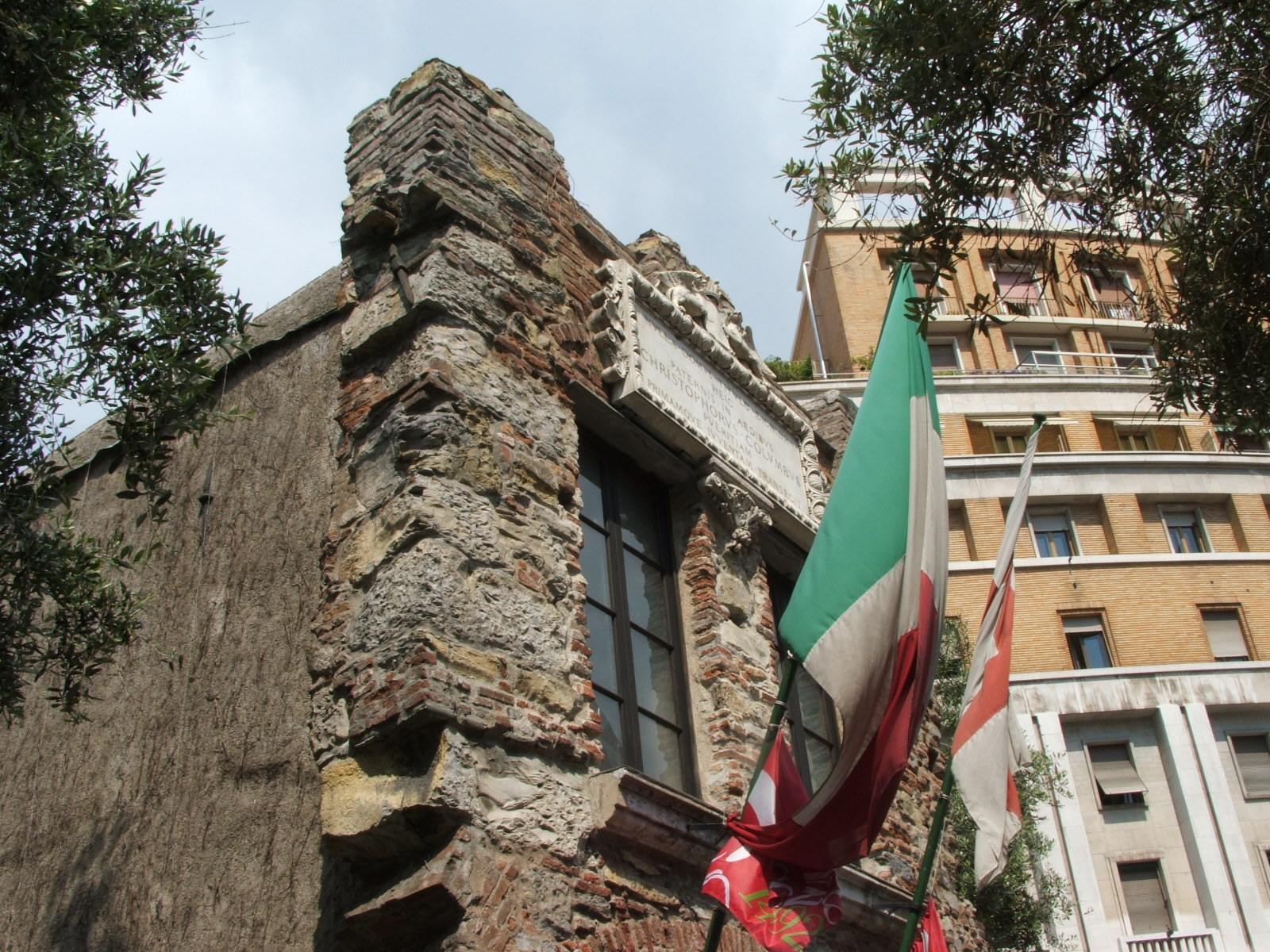
La casa de Cristòfor Colom a la planta Sant'Andrea de Gènova
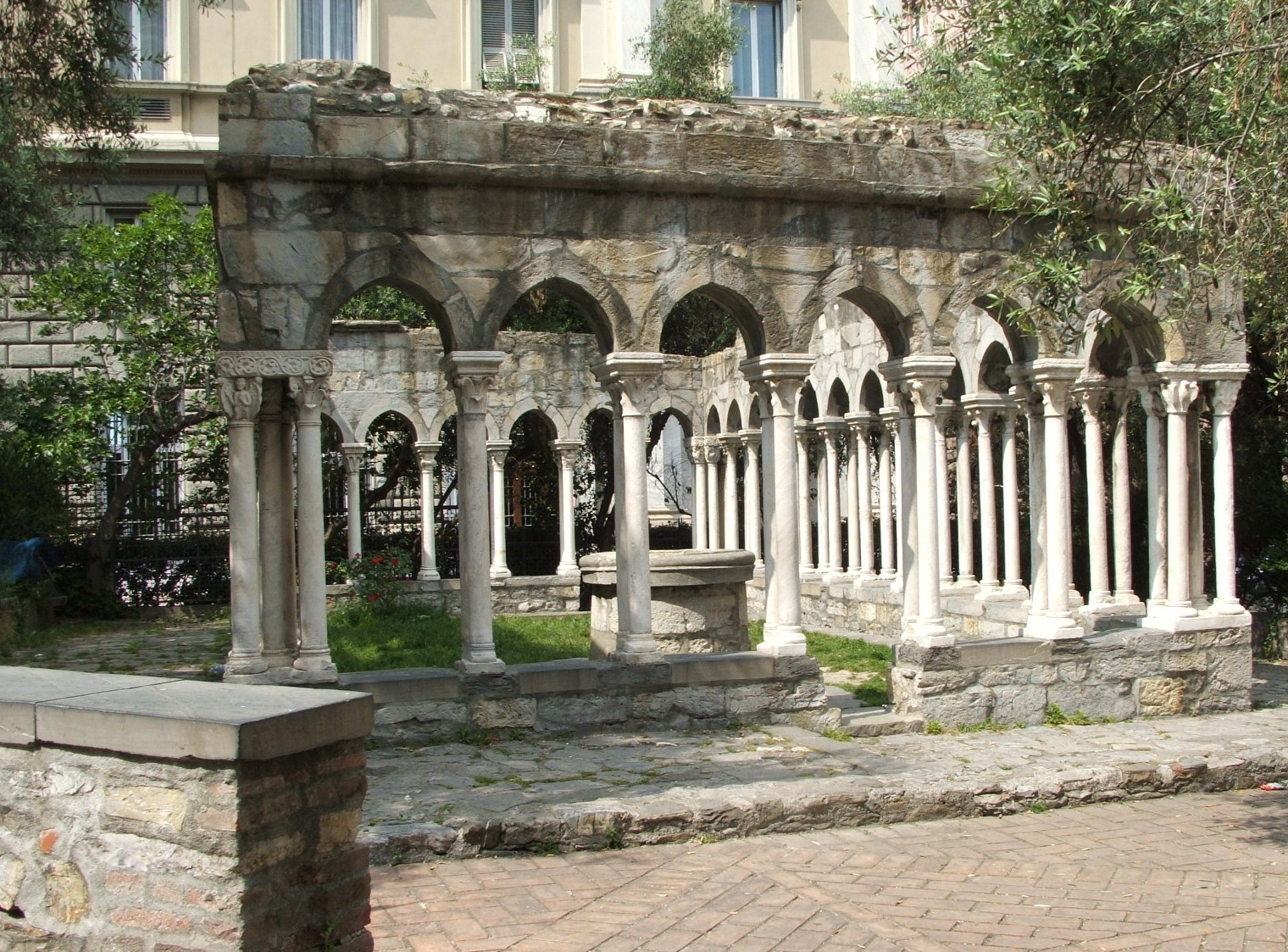
El claustre de Sant'Andrea
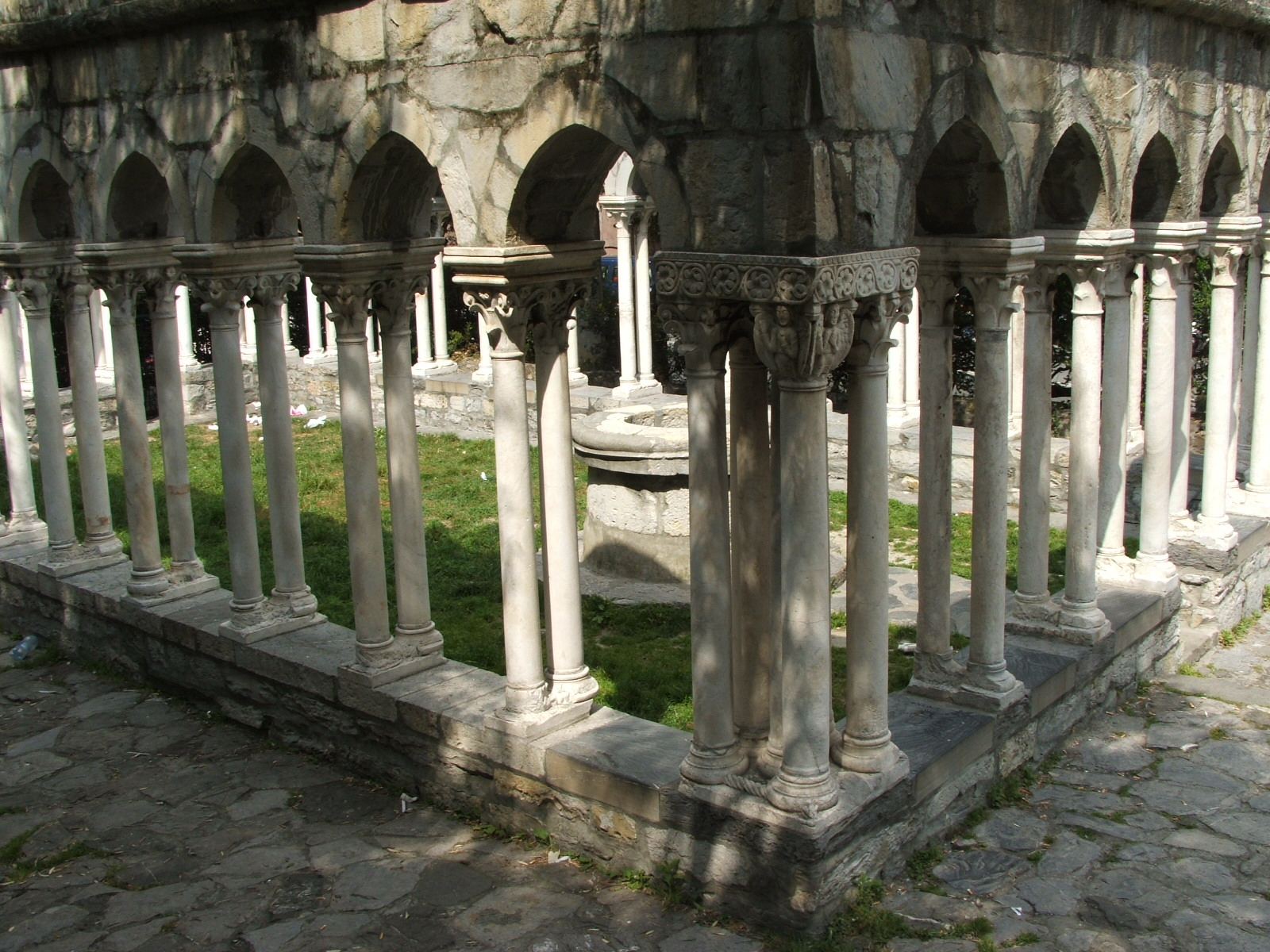
El claustre de Sant'Andrea
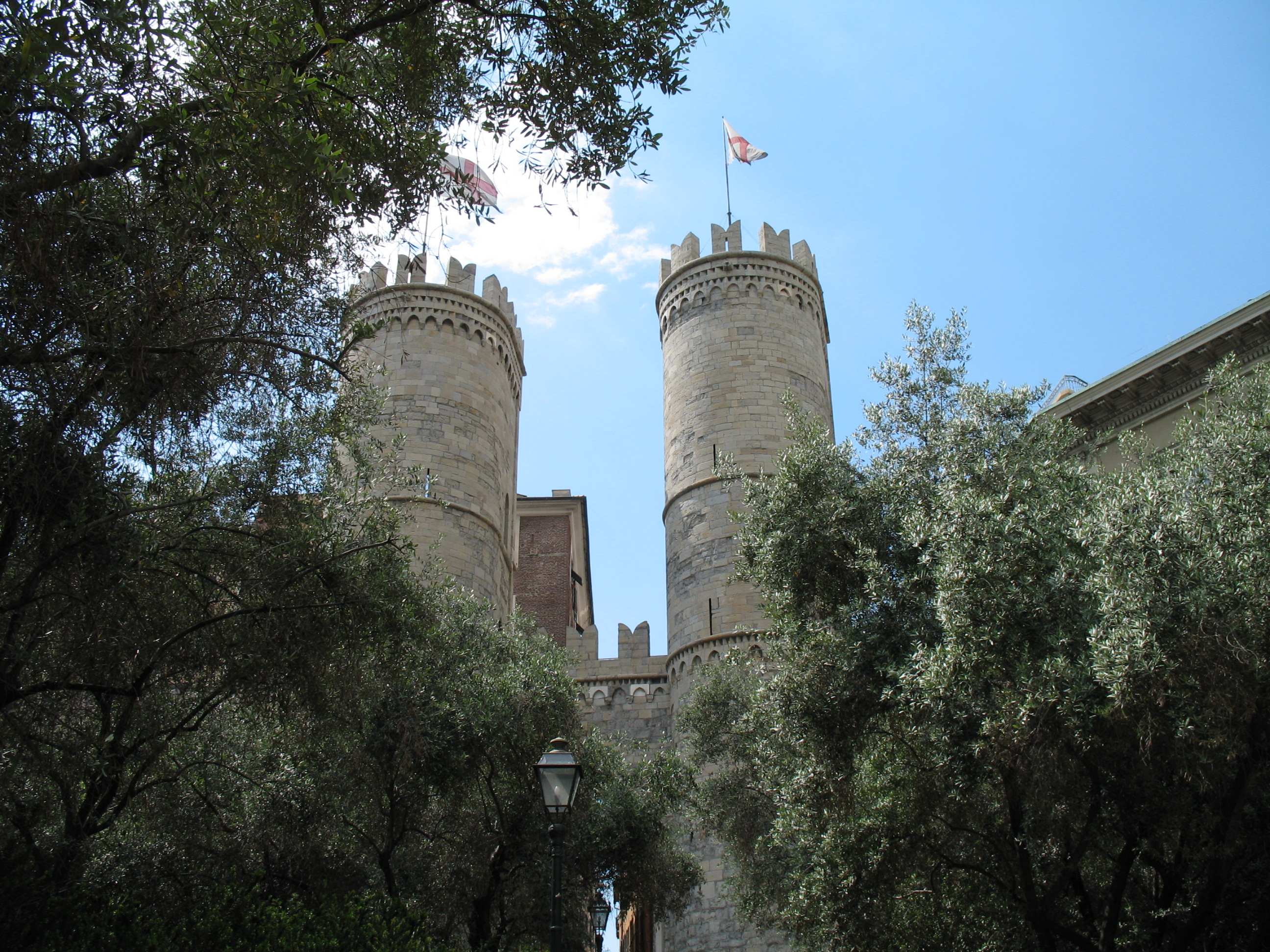
Les dues torres que donen a Porta Soprana